# Stary Skoszyn
Stary Skoszyn – część wsi Nowy Skoszyn w Polsce, położona w województwie świętokrzyskim, w powiecie ostrowieckim, w gminie Waśniów.
W latach 1975—1998 Stary Skoszyn administracyjnie należał do województwa kieleckiego.